# Yūjirō Kawamata

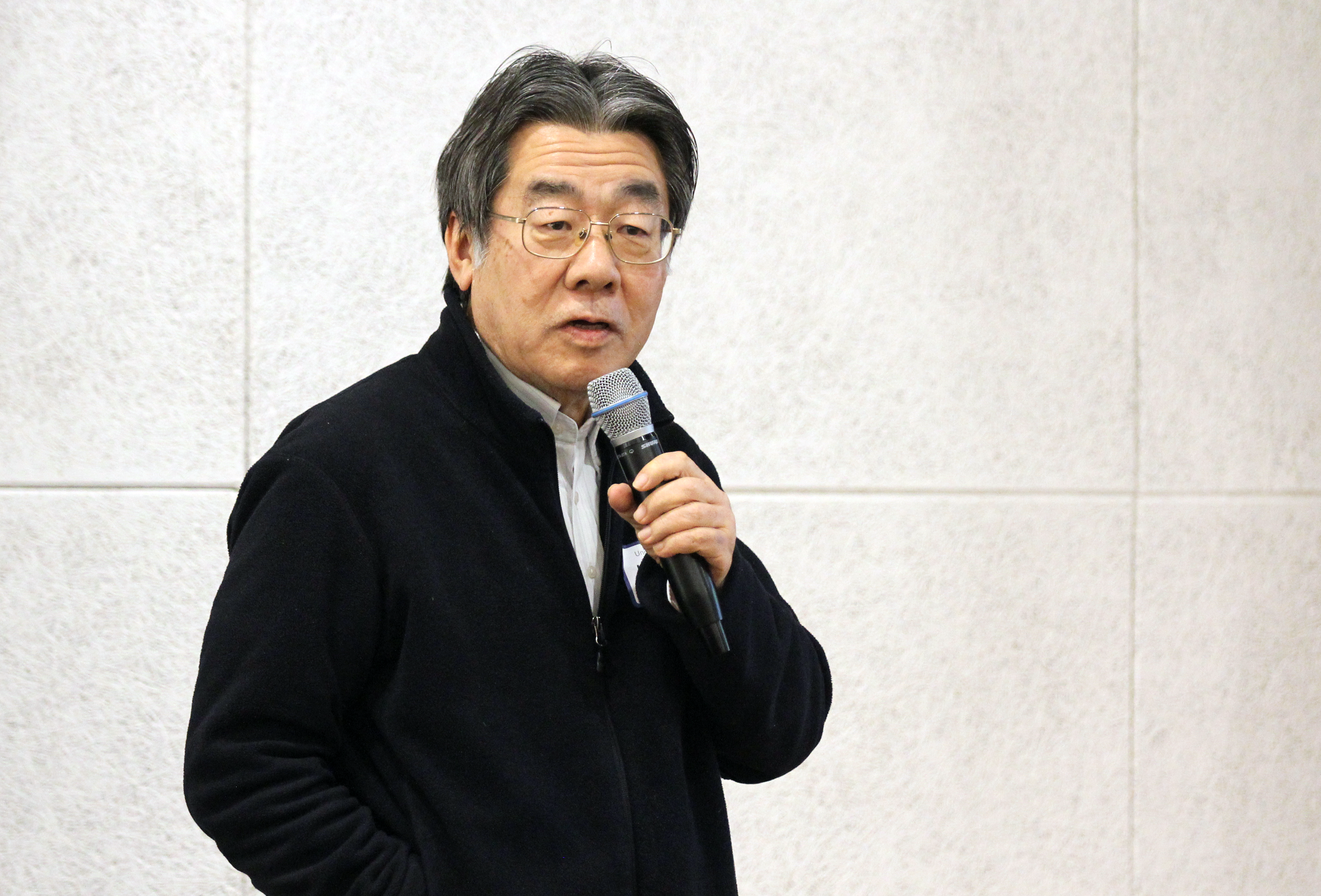
Yūjirō Kawamata 2023

Yūjirō Kawamata (jap. 川又雄二郎, Kawamata Yūjirō; * 29. September 1952) ist ein japanischer Mathematiker, der sich mit algebraischer Geometrie befasst und speziell mit der birationalen Geometrie höherdimensionaler algebraischer Varietäten. 
Kawamata machte 1977 seinen Master-Abschluss in Mathematik an der Universität Tokio, war danach Assistent an der Universität Mannheim und wurde 1980 in Tokio bei Shigeru Iitaka promoviert (Characterization of abelian varieties). Als Post-Doktorand war er bis 1983 Miller Fellow an der University of California, Berkeley. Er ist Professor an der Universität Tokio.
Kawamata war in den 1980er Jahren eine der treibenden Kräfte im Programm Minimaler Modelle in der höherdimensionalen algebraischen Geometrie (mit Shigefumi Mori, János Kollár, Miles Reid, Yōichi Miyaoka und anderen). Nach ihm und Eckart Viehweg ist der Kawamata-Viehweg-Verschwindungssatz benannt, eine Verschärfung des Verschwindungssatzes von Kodaira, und der Rationalitätssatz von Kawamata. Er klassifizierte 1988 zweidimensionale kanonische log-Singularitäten im Minimal Model Program.
1990 erhielt er den Preis der Japanischen Akademie der Wissenschaften und 1988 den Herbstpreis der Japanischen Mathematischen Gesellschaft. Er war Eingeladener Sprecher auf dem Internationalen Mathematikerkongress in Kyoto 1990 (Canonical and minimal models of algebraic varieties).

## Schriften
- mit K. Matsuda, K. Matsuki: Introduction to the minimal model program. In: Algebraic Geometry, Sendai 1985. Advanced Studies in Pure Mathematics 10. North-Holland, 1987, S. 283–360.
- Deformations of canonical singularities. J. Amer. Math. Soc., Band 12, 1999, S. 85–92.
- On Fujita’s freeness conjecture for 3-folds and 4-folds. Math. Ann., Band 308, 1997, S. 491–505.
- Crepant blowing-up of 3-dimensional canonical singularities and its application to degenerations of surfaces. Annals of Mathematics, Band 127, 1988, S. 93–163
- On the length of an extremal rational curve. Invent. Math., Band 105, 1991, S. 609–611
- Abundance theorem for minimal threefolds. Invent. Math., Band 108, 1992, S. 229–246.
- Kodaira dimension of algebraic fiber spaces over curves. Invent. Math., Band 66, 1982, S. 57–71.
- Minimal models and the Kodaira dimension of algebraic fiber spaces. J. reine angew. Math., Band 363, 1985, S. 1–46.
- The cone of curves of algebraic varieties, Annals of Mathematics. Band 119, 1984, S. 603–633.
- A generalization of Kodaira-Ramanujam's vanishing theorem. Mathematische Annalen, Band 261, 1982, S. 43–46.
- Characterization of abelian varieties. Compositio Math., Band 43, 1981,  S. 253–276.
- D-equivalence and K-equivalence. J. Diff. Geom., Band 61, 2002, S. 147–171.
- Kōji gendai sūta yōdairon (高次元代数多様体論, „Höher dimensionale algebraische Varietäten“). Iwanami Shoten, 2014, ISBN 978-4-00-007598-5.